# 万佛堂石窟
41°34′22″N 121°09′15″E / 41.57278°N 121.15417°E
万佛堂石窟位于中国辽宁省义县城西9公里的大凌河北岸，是中国东北地区年代最早，规模最大的石窟，1988年被列为第三批全国重点文物保护单位。
万佛堂石窟开凿于河边的悬崖上，东西长约100米，分东西两区。西区凿于北魏太和二十三年（499年），现存九窟。东区凿于北魏景明三年（502年），现存七窟。